# Făgărașgebergte

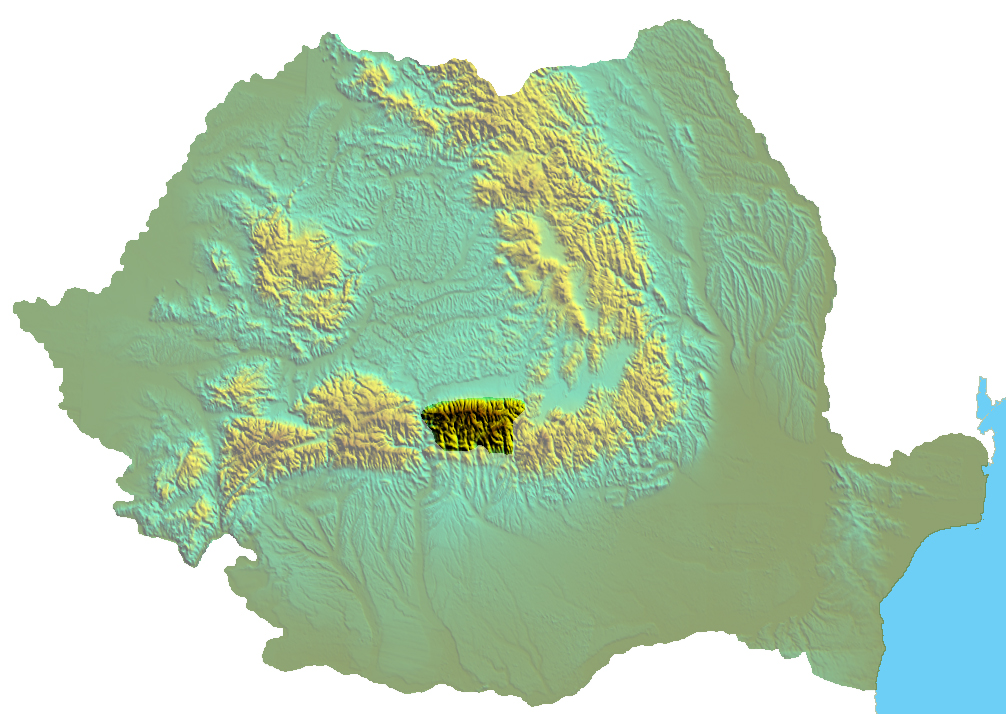
Het Făgărașgebergte in Roemenië

Het Făgărașgebergte (Munții Făgăraș) is het hoogste gebergte van de Zevenburgse Alpen (Zuidelijke Karpaten), in Roemenië. De hoogste toppen zijn de Moldoveanu (2544 m, de hoogste berg van Roemenië), de Negoiu (2535 m), de Viștea Mare (2527 m) en de Lespezi (2522 m).
Het gebergte wordt begrensd door het Făgărașdal in het noorden, waar de Olt doorheen stroomt, en het smalle Oltdal in het westen. De belangrijkste steden nabij het gebergte zijn Sibiu en Făgăraș. Het gebied wordt doorsneden door de Transfăgărășan, die geldt als een van de meest spectaculaire trajecten in Roemenië. Het Făgărașgebergte wordt door de Branpas gescheiden van het Bucegigebergte.
In het gebergte bevindt zich een aantal gletsjermeren, zoals Bâlea Lac. Erg populair is het Făgărașgebergte voor skiën, klimmen en wandelen.

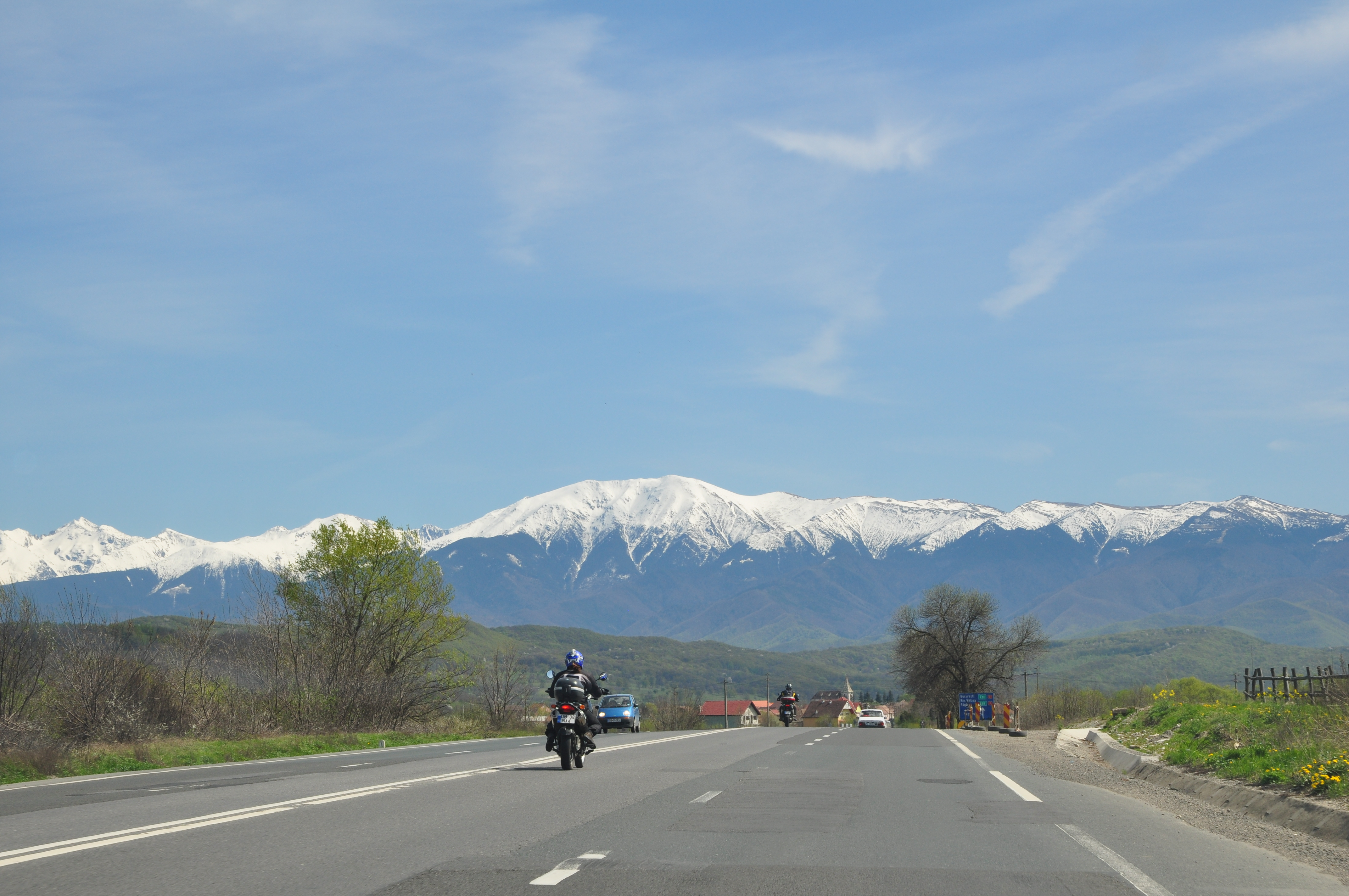
Zicht op het gebergte vanuit het noorden
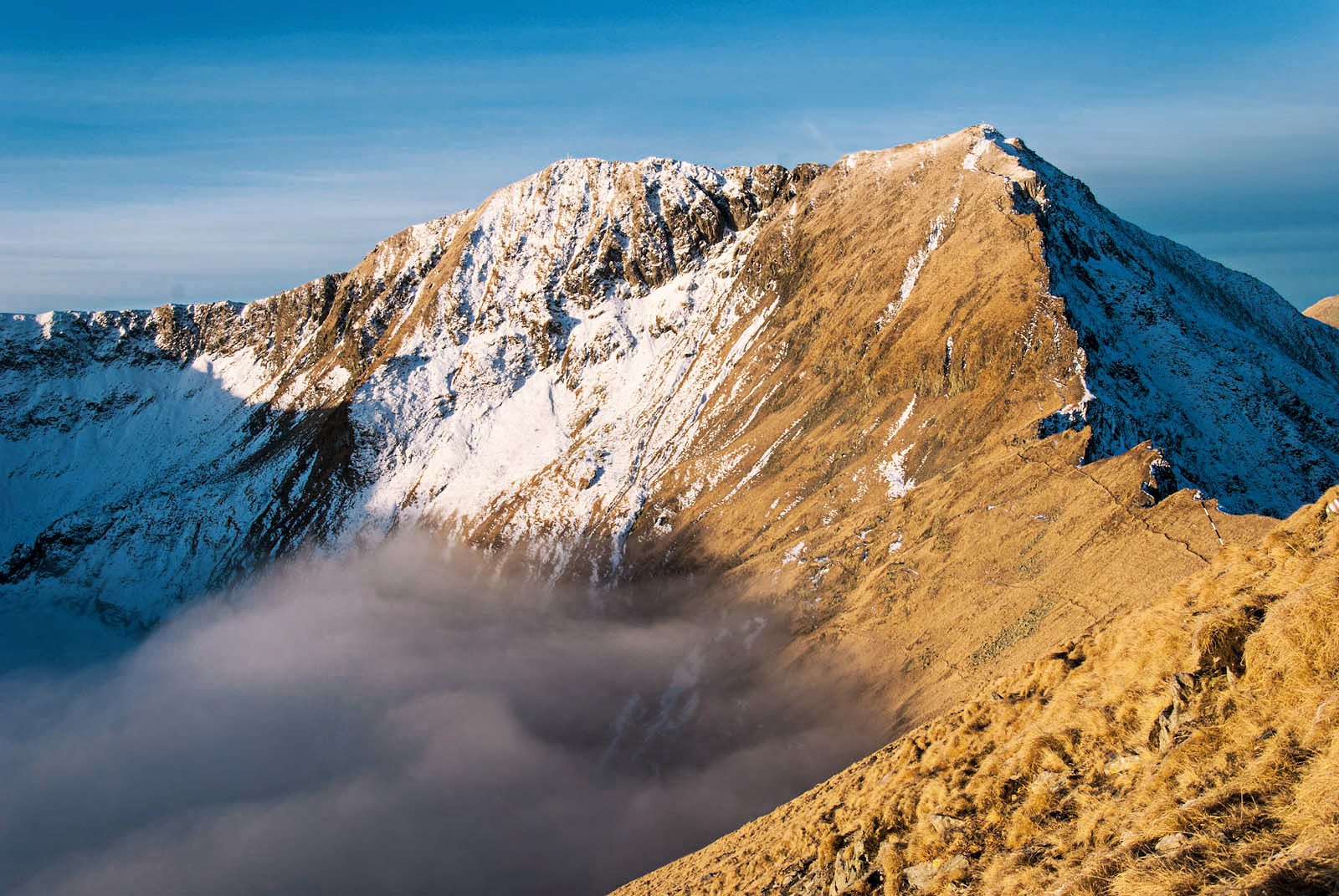
Moldoveanu, hoogste berg van Roemenië